# Vicente Traver Martí
Vicente Traver Martí (Castelló de la Plana, 1946 - 2021), conegut popularment com Wamba, va ser un fotógraf valencià. Va treballar per a l'Ajuntament de Castelló, El Periódico Mediterráneo i tenia un estudi a la ciutat.
Va aprendre l'ofici de son pare Vicente Traver Sanz, fundador de l'estudi de fotografia el 1936 i de qui va rebre el malnom. El seu fill Jorge Traver també es va dedicar a la fotografia.